# Jan Simon Hamann
Jan Simon Hamann (* 9. November 1986 in Henstedt-Ulzburg) ist ein deutscher Langstreckenläufer.
Sein Verein war bis 2016 der USC Bochum. Von 2017 an startet er für den Hamburger Laufsport-Verein hamburg running.

## Erfolge (Auswahl)
- Deutscher Marathonmeister und Gesamtsieger des München-Marathons, 2012 in 2:19:46 h
- Deutscher Hochschulmeister, 5000 m
- Deutscher Hochschulmeister, 10 km
- Endlauf Deutsche Meisterschaften, Männer, 5000 m